# Disequazione fratta
In algebra, una disequazione fratta è una disequazione algebrica dove l'incognita compare nel divisore di qualche frazione. Una disequazione di questo tipo, tramite opportuni passaggi algebrici, può ricondursi alla forma seguente:
{\displaystyle {\frac {A(x)}{B(x)}}>0} oppure {\displaystyle {\frac {A(x)}{B(x)}}<0,}
dove {\displaystyle A(x)} e {\displaystyle B(x)} sono due polinomi nella variabile {\displaystyle x.}

## Risoluzione di disequazioni fratte per via algebrica
La disequazione {\displaystyle {\frac {A(x)}{B(x)}}>0} è soddisfatta da tutti i valori della {\displaystyle x} per cui i due polinomi hanno lo stesso segno (sono concordi), per cui l'insieme delle soluzioni è dato dall'unione delle soluzioni dei seguenti due sistemi di disequazioni:
{\displaystyle \left\{{\begin{matrix}A(x)>0\\B(x)>0\end{matrix}}\right.\vee \left\{{\begin{matrix}A(x)<0\\B(x)<0\end{matrix}}\right.}
Viceversa, la seconda disequazione {\displaystyle {\frac {A(x)}{B(x)}}<0,}
è soddisfatta da tutti i valori della {\displaystyle x} per cui i due polinomi hanno segno opposto (sono discordi), pertanto l'insieme delle soluzioni è dato dall'unione delle soluzioni dei due sistemi:
{\displaystyle \left\{{\begin{matrix}A(x)>0\\B(x)<0\end{matrix}}\right.\vee \left\{{\begin{matrix}A(x)<0\\B(x)>0\end{matrix}}\right.}
Se la disuguaglianza non è stretta (ossia, se si presenta con il simbolo ≤ o ≥), allora anche i valori che annullano {\displaystyle A(x)} sono soluzioni.

### Esempio 1
Determiniamo tutte le soluzioni reali della seguente disequazione:
{\displaystyle {\frac {3}{x-1}}-{\frac {1}{x}}\leq {\frac {5}{x^{2}-x}}.}
Portando tutto al primo membro e sommando le frazioni, si ottiene:
{\displaystyle {\frac {2(x-2)}{x^{2}-x}}\leq 0.}
Dobbiamo perciò risolvere i due sistemi:
{\displaystyle \left\{{\begin{matrix}x-2\geq 0\\x^{2}-x<0\end{matrix}}\right.\vee \left\{{\begin{matrix}x-2\leq 0\\x^{2}-x>0\end{matrix}}\right.}
Il primo sistema non ammette soluzioni; il secondo è risolto da {\displaystyle x<0\vee 1<x\leq 2}, che costituisce dunque l'insieme delle soluzioni della disequazione iniziale.

### Esempio 2
Determiniamo tutte le soluzioni reali della seguente disequazione:
{\displaystyle {\frac {x+2}{x}}<-1.}
Portando tutto al primo membro e sommando, si ottiene:
{\displaystyle {\frac {2(x+1)}{x}}<0.}
Dobbiamo perciò risolvere i due sistemi:
{\displaystyle \left\{{\begin{matrix}x+1>0\\x<0\end{matrix}}\right.\vee \left\{{\begin{matrix}x+1<0\\x>0\end{matrix}}\right.}
Il secondo sistema non ammette soluzioni; il primo è risolto da {\displaystyle -1<x<0}, che costituisce dunque l'insieme delle soluzioni della disequazione iniziale.

## Risoluzione di disequazioni fratte per via grafica
Il seguente metodo vale esclusivamente se la disequazione fratta è in forma normale, ossia: una frazione algebrica a primo membro confrontata con lo zero al secondo membro.
La procedura prevede:
1. mettere in forma normale la disequazione fratta, ossia deve esserci frazione algebrica a primo membro confrontata con lo zero al secondo membro;
2. studio del segno del numeratore;
3. studio del segno del denominatore (ricordare che i valori della {\displaystyle x} che annullano il denominatore non sono accettabili);
4. tracciare uno schema grafico che indica i valori per i quali il numeratore e il denominatore sono positivi (spesso rappresentati con dei simboli {\displaystyle +} o con una linea continua), negativi (spesso rappresentati con dei simboli {\displaystyle -} o con una linea tratteggiata) o nulli (spesso rappresentati con dei simboli {\displaystyle 0});
5. ricordare che, in corrispondenza di ciascun valore dell'incognita per il quale si annulla il numeratore, si annulla anche la frazione algebrica;
6. ricordare che, in corrispondenza di ciascun valore dell'incognita per il quale si annulla il denominatore, la frazione algebrica non esiste;
7. evidenziare graficamente i valori per i quali la frazione non è definita con simboli opportuni (ad esempio {\displaystyle \not \exists });
8. guardare il verso della disequazione in forma normale, sullo schema del segno della frazione individuare le soluzioni della disequazione, cioè gli intervalli dell'asse reale che soddisfano la condizione della disequazione data.

## Casi particolari
Di norma il denominatore non può mai essere eliminato perché la presenza dell'incognita impedisce di sapere se esso è negativo o positivo e dunque non si può applicare il 2º principio di equivalenza delle disequazioni. In certe situazioni però il denominatore è sempre positivo o sempre negativo e dunque è possibile semplificare la frazione.

### Esempio
Determiniamo tutte le soluzioni reali della seguente disequazione:
{\displaystyle {\frac {2x}{x^{2}+1}}\geq 1.}
La disequazione non è in forma normale però si osserva che il denominatore è sempre positivo in quanto somma di quadrati di cui il secondo sempre positivo. Grazie a questo fatto è possibile applicare il secondo principio di equivalenza delle disequazioni.
{\displaystyle (x^{2}+1){\frac {2x}{x^{2}+1}}\geq 1(x^{2}+1),}
{\displaystyle 2x\geq x^{2}+1\Rightarrow x^{2}-2x+1\leq 0\Rightarrow (x-1)^{2}\leq 0.}
Un quadrato è sempre positivo o nullo, mai negativo, dunque l'unica soluzione è {\displaystyle x=1.}